# Mejor quinteto de la NBA G League
El Mejor Quinteto de la NBA G League es un galardón anual que se concede cada temporada de la NBA Development League, y que premia a los mejores jugadores de la misma. 
En la actualidad, desde 2007, se eligen 3 equipos, primero, segundo y tercer mejor equipo, premiando a un total de 15 jugadores.

## Quintetos
|  |  | Jugador elegido MVP de la temporada |

| 2001–02 | Isaac Fontaine         | Mobile Revelers                            | Omar Cook                  | Fayetteville Patriots                      | No hubo tercer equipo | No hubo tercer equipo              | No hubo tercer equipo |
| 2001–02 | Tremaine Fowlkes       | Columbus Riverdragons                      | Paul Grant                 | Asheville Altitude                         | No hubo tercer equipo | No hubo tercer equipo              | No hubo tercer equipo |
| 2001–02 | Thomas Hamilton        | Roanoke Dazzle/Greenville Groove           | Derek Hood                 | Mobile Revelers                            | No hubo tercer equipo | No hubo tercer equipo              | No hubo tercer equipo |
| 2001–02 | Ansu Sesay             | Greenville Groove                          | Terrell McIntyre           | Fayetteville Patriots                      | No hubo tercer equipo | No hubo tercer equipo              | No hubo tercer equipo |
| 2001–02 | Billy Thomas           | Greenville Groove                          | Sedric Webber              | North Charleston Lowgators                 | No hubo tercer equipo | No hubo tercer equipo              | No hubo tercer equipo |
| 2002–03 | Devin Brown            | Fayetteville Patriots                      | Cory Alexander             | Roanoke Dazzle                             | No hubo tercer equipo | No hubo tercer equipo              | No hubo tercer equipo |
| 2002–03 | Tierre Brown           | North Charleston Lowgators                 | Ernest Brown               | Mobile Revelers                            | No hubo tercer equipo | No hubo tercer equipo              | No hubo tercer equipo |
| 2002–03 | Tang Hamilton          | Columbus Riverdragons                      | Derek Hood (2)             | Mobile Revelers                            | No hubo tercer equipo | No hubo tercer equipo              | No hubo tercer equipo |
| 2002–03 | Mikki Moore            | Roanoke Dazzle                             | Nate Johnson               | Columbus Riverdragons                      | No hubo tercer equipo | No hubo tercer equipo              | No hubo tercer equipo |
| 2002–03 | Jeff Trepagnier        | Asheville Altitude                         | Sedric Webber (2)          | North Charleston Lowgators                 | No hubo tercer equipo | No hubo tercer equipo              | No hubo tercer equipo |
| 2003–04 | Josh Asselin           | Roanoke Dazzle                             | Omar Cook (2)              | Fayetteville Patriots                      | No hubo tercer equipo | No hubo tercer equipo              | No hubo tercer equipo |
| 2003–04 | Tierre Brown (2)       | Charleston Lowgators                       | Britton Johnsen            | Fayetteville Patriots                      | No hubo tercer equipo | No hubo tercer equipo              | No hubo tercer equipo |
| 2003–04 | Jason Collier          | Fayetteville Patriots                      | Brandon Kurtz              | Asheville Altitude                         | No hubo tercer equipo | No hubo tercer equipo              | No hubo tercer equipo |
| 2003–04 | Desmond Penigar        | Asheville Altitude                         | Philip Ricci               | Huntsville Flight                          | No hubo tercer equipo | No hubo tercer equipo              | No hubo tercer equipo |
| 2003–04 | Marque Perry           | Roanoke Dazzle                             | Junie Sanders (empate)     | Fayetteville Patriots                      | No hubo tercer equipo | No hubo tercer equipo              | No hubo tercer equipo |
| 2003–04 | Marque Perry           | Roanoke Dazzle                             | Ime Udoka (empate)         | Charleston Lowgators                       | No hubo tercer equipo | No hubo tercer equipo              | No hubo tercer equipo |
| 2004–05 | Cory Alexander (2)     | Roanoke Dazzle                             | Damone Brown               | Huntsville Flight                          | No hubo tercer equipo | No hubo tercer equipo              | No hubo tercer equipo |
| 2004–05 | Matt Carroll           | Roanoke Dazzle                             | Omar Cook (3)              | Fayetteville Patriots                      | No hubo tercer equipo | No hubo tercer equipo              | No hubo tercer equipo |
| 2004–05 | Hiram Fuller           | Florida Flame                              | Ron Slay                   | Asheville Altitude                         | No hubo tercer equipo | No hubo tercer equipo              | No hubo tercer equipo |
| 2004–05 | Kirk Haston            | Florida Flame                              | James Thomas               | Roanoke Dazzle                             | No hubo tercer equipo | No hubo tercer equipo              | No hubo tercer equipo |
| 2004–05 | Isiah Victor           | Roanoke Dazzle                             | David Young (empate)       | Fayetteville Patriots                      | No hubo tercer equipo | No hubo tercer equipo              | No hubo tercer equipo |
| 2004–05 | Isiah Victor           | Roanoke Dazzle                             | Derrick Zimmerman (empate) | Columbus Riverdragons                      | No hubo tercer equipo | No hubo tercer equipo              | No hubo tercer equipo |
| 2005–06 | Andre Barrett          | Florida Flame                              | Erik Daniels               | Fayetteville Patriots                      | No hubo tercer equipo | No hubo tercer equipo              | No hubo tercer equipo |
| 2005–06 | Will Bynum             | Roanoke Dazzle                             | John Lucas III             | Tulsa 66ers                                | No hubo tercer equipo | No hubo tercer equipo              | No hubo tercer equipo |
| 2005–06 | Marcus Fizer           | Austin Toros                               | Scott Merritt              | Austin Toros                               | No hubo tercer equipo | No hubo tercer equipo              | No hubo tercer equipo |
| 2005–06 | Anthony Grundy         | Roanoke Dazzle                             | Luke Schenscher            | Fort Worth Flyers                          | No hubo tercer equipo | No hubo tercer equipo              | No hubo tercer equipo |
| 2005–06 | Ime Udoka (2)          | Fort Worth Flyers                          | Jamar Smith (empate)       | Austin Toros                               | No hubo tercer equipo | No hubo tercer equipo              | No hubo tercer equipo |
| 2005–06 | Ime Udoka (2)          | Fort Worth Flyers                          | Isiah Victor (2) (empate)  | Roanoke Dazzle                             | No hubo tercer equipo | No hubo tercer equipo              | No hubo tercer equipo |
| 2006–07 | Louis Amundson         | Colorado 14ers                             | Will Conroy                | Tulsa 66ers                                | No hubo tercer equipo | No hubo tercer equipo              | No hubo tercer equipo |
| 2006–07 | Elton Brown            | Colorado 14ers                             | B.J. Elder                 | Austin Toros                               | No hubo tercer equipo | No hubo tercer equipo              | No hubo tercer equipo |
| 2006–07 | Randy Livingston       | Idaho Stampede                             | Kevinn Pinkney             | Bakersfield Jam                            | No hubo tercer equipo | No hubo tercer equipo              | No hubo tercer equipo |
| 2006–07 | Renaldo Major          | Dakota Wizards                             | Jared Reiner               | Sioux Falls Skyforce                       | No hubo tercer equipo | No hubo tercer equipo              | No hubo tercer equipo |
| 2006–07 | Von Wafer              | Colorado 14ers                             | Jeremy Richardson (empate) | Fort Worth Flyers                          | No hubo tercer equipo | No hubo tercer equipo              | No hubo tercer equipo |
| 2006–07 | Von Wafer              | Colorado 14ers                             | Jawad Williams (empate)    | Anaheim Arsenal                            | No hubo tercer equipo | No hubo tercer equipo              | No hubo tercer equipo |
| 2007–08 | Sean Banks             | Los Angeles D-Fenders                      | Blake Ahearn               | Dakota Wizards                             | Morris Almond         | Utah Flash                         |                       |
| 2007–08 | Eddie Gill             | Colorado 14ers                             | Lance Allred               | Idaho Stampede                             | Jelani McCoy          | Los Angeles D-Fenders              |                       |
| 2007–08 | Randy Livingston (2)   | Idaho Stampede                             | Andre Barrett (2)          | Bakersfield Jam/Austin Toros               | Carlos Powell         | Dakota Wizards                     |                       |
| 2007–08 | Ian Mahinmi            | Austin Toros                               | Rod Benson                 | Dakota Wizards                             | Billy Thomas (2)      | Colorado 14ers                     |                       |
| 2007–08 | Kasib Powell           | Sioux Falls Skyforce                       | Kaniel Dickens             | Colorado 14ers                             | Marcus Williams       | Austin Toros                       |                       |
| 2008–09 | Erik Daniels (2)       | Erie BayHawks                              | Josh Davis                 | Colorado 14ers                             | Ronald Dupree         | Utah Flash                         |                       |
| 2008–09 | Marcus Williams (2)    | Austin Toros                               | Derrick Byars              | Bakersfield Jam                            | Cartier Martin        | Iowa Energy                        |                       |
| 2008–09 | Courtney Sims          | Iowa Energy                                | Chris Hunter               | Fort Wayne Mad Ants                        | Lance Allred (2)      | Idaho Stampede                     |                       |
| 2008–09 | Blake Ahearn (2)       | Dakota Wizards                             | Trey Johnson               | Bakersfield Jam                            | Eddie Gill (2)        | Colorado 14ers                     |                       |
| 2008–09 | Will Conroy (2)        | Albuquerque Thunderbirds                   | James White                | Anaheim Arsenal                            | Dontell Jefferson     | Utah Flash                         |                       |
| 2009–10 | Curtis Stinson         | Iowa Energy                                | Will Conroy (3)            | Rio Grande Valley Vipers                   | Antonio Anderson      | Rio Grande Valley Vipers           |                       |
| 2009–10 | Reggie Williams        | Sioux Falls Skyforce                       | Mustafa Shakur             | Tulsa 66ers                                | Curtis Jerrells       | Austin Toros                       |                       |
| 2009–10 | Mike Harris            | Rio Grande Valley Vipers                   | Alonzo Gee                 | Austin Toros                               | Alade Aminu           | Bakersfield Jam                    |                       |
| 2009–10 | Cartier Martin (2)     | Iowa Energy                                | Rob Kurz                   | Fort Wayne Mad Ants                        | Larry Owens           | Tulsa 66ers                        |                       |
| 2009–10 | Dwayne Jones           | Austin Toros                               | Brian Butch                | Bakersfield Jam                            | Earl Barron           | Iowa Energy                        |                       |
| 2010–11 | Trey Johnson (2)       | Bakersfield Jam                            | Othyus Jeffers             | Iowa Energy                                | Jerel McNeal          | Rio Grande Valley Vipers           |                       |
| 2010–11 | Curtis Stinson (2)     | Iowa Energy                                | Orien Greene               | Utah Flash                                 | Antonio Daniels       | Texas Legends                      |                       |
| 2010–11 | Ivan Johnson           | Erie BayHawks                              | Jeff Adrien                | Rio Grande Valley Vipers                   | Patrick Ewing         | Sioux Falls Skyforce/Reno Bighorns |                       |
| 2010–11 | Joe Alexander          | Texas Legends                              | Larry Owens (2)            | Tulsa 66ers                                | DeShawn Sims          | Maine Red Claws                    |                       |
| 2010–11 | Chris Johnson          | Dakota Wizards                             | Marcus Cousin              | Austin Toros/Rio Grande Valley Vipers      | Sean Williams         | Texas Legends                      |                       |
| 2011–12 | Blake Ahearn (3)       | Reno Bighorns                              | Eric Dawson                | Austin Toros                               | Morris Almond (2)     | Maine Red Claws                    |                       |
| 2011–12 | Justin Dentmon^        | Austin Toros                               | Jeff Foote                 | Springfield Armor                          | Brandon Costner       | Los Angeles D-Fenders              |                       |
| 2011–12 | Greg Smith             | Rio Grande Valley Vipers                   | Courtney Fortson           | Los Angeles D-Fenders                      | Dennis Horner         | Springfield Armor                  |                       |
| 2011–12 | Malcolm Thomas         | Los Angeles D-Fenders                      | Marcus Lewis               | Tulsa 66ers                                | Jerry Smith           | Springfield Armor                  |                       |
| 2011–12 | Edwin Ubiles           | Dakota Wizards                             | Elijah Millsap             | Los Angeles D-Fenders                      | Sean Williams (2)     | Texas Legends                      |                       |
| 2012–13 | Brian Butch (2)        | Bakersfield Jam                            | Damion James               | Bakersfield Jam                            | Justin Holiday        | Idaho Stampede                     |                       |
| 2012–13 | Andrew Goudelock^      | Rio Grande Valley Vipers                   | Cory Joseph                | Austin Toros                               | Jerome Jordan         | Los Angeles D-Fenders              |                       |
| 2012–13 | Jerel McNeal (2)       | Bakersfield Jam                            | Kris Joseph                | Springfield Armor                          | D. J. Kennedy         | Rio Grande Valley Vipers           |                       |
| 2012–13 | Tony Mitchell          | Fort Wayne Mad Ants                        | Travis Leslie              | Santa Cruz Warriors                        | DaJuan Summers        | Maine Red Claws                    |                       |
| 2012–13 | Demetris Nichols       | Sioux Falls Skyforce                       | Tim Ohlbrecht              | Rio Grande Valley Vipers                   | Chris Wright          | Maine Red Claws                    |                       |
| 2013–14 | Ron Howard^            | Fort Wayne Mad Ants                        | Jorge Gutiérrez            | Canton Charge                              | Seth Curry            | Santa Cruz Warriors                |                       |
| 2013–14 | Kevin Murphy           | Idaho Stampede                             | DeAndre Liggins            | Sioux Falls Skyforce                       | Troy Daniels          | Rio Grande Valley Vipers           |                       |
| 2013–14 | Othyus Jeffers^ (2)    | Iowa Energy                                | James Nunnally             | Texas Legends                              | Tony Mitchell (2)     | Fort Wayne Mad Ants                |                       |
| 2013–14 | Robert Covington       | Rio Grande Valley Vipers                   | Chris Wright (2)           | Maine Red Claws                            | Terrence Williams     | Los Angeles D-Fenders              |                       |
| 2013–14 | Justin Hamilton        | Sioux Falls Skyforce                       | Hilton Armstrong           | Santa Cruz Warriors                        | Arinze Onuaku         | Canton Charge                      |                       |
| 2014–15 | Jerrelle Benimon       | Idaho Stampede                             | Chris Babb                 | Maine Red Claws                            | Jabari Brown          | Los Angeles D-Fenders              |                       |
| 2014–15 | Seth Curry (2)         | Erie BayHawks                              | Bryce Cotton               | Austin Spurs                               | Eric Griffin          | Texas Legends                      |                       |
| 2014–15 | Earl Barron (2)        | Bakersfield Jam                            | James Michael McAdoo       | Santa Cruz Warriors                        | Jerel McNeal (3)      | Bakersfield Jam                    |                       |
| 2014–15 | Tim Frazier^           | Maine Red Claws                            | Arinze Onuaku (2)          | Canton Charge                              | Adonis Thomas         | Grand Rapids Drive                 |                       |
| 2014–15 | Willie Reed            | Grand Rapids Drive                         | Elliot Williams            | Santa Cruz Warriors                        | Damien Wilkins        | Iowa Energy                        |                       |
| 2015–16 | Erick Green            | Reno Bighorns                              | Jimmer Fredette            | Westchester Knicks                         | Sean Kilpatrick       | Delaware 87ers                     |                       |
| 2015–16 | Vander Blue            | Los Angeles D-Fenders                      | Will Cummings              | Rio Grande Valley Vipers                   | Quinn Cook            | Canton Charge                      |                       |
| 2015–16 | Jarnell Stokes         | Sioux Falls Skyforce                       | Coty Clarke                | Maine Red Claws                            | Devin Ebanks          | Grand Rapids Drive                 |                       |
| 2015–16 | Jeff Ayres             | Los Angeles D-Fenders                      | Nick Minnerath             | Canton Charge                              | Ryan Gomes            | Los Angeles D-Fenders              |                       |
| 2015–16 | Alex Stepheson         | Iowa Energy                                | DeAndre Liggins (2)        | Sioux Falls Skyforce                       | Jordan Bachynski      | Westchester Knicks                 |                       |
| 2016–17 | Quinn Cook (2)         | Canton Charge                              | Josh Magette               | Los Angeles D-Fenders                      | Marcus Georges-Hunt   | Maine Red Claws                    |                       |
| 2016–17 | Vander Blue (2)        | Los Angeles D-Fenders                      | Briante Weber              | Sioux Falls Skyforce                       | Axel Toupane          | Raptors 905                        |                       |
| 2016–17 | Keith Benson           | Sioux Falls Skyforce                       | Abdel Nader                | Maine Red Claws                            | John Holland          | Canton Charge                      |                       |
| 2016–17 | Dakari Johnson         | Oklahoma City Blue                         | Alex Poythress             | Fort Wayne Mad Ants                        | Jalen Jones           | Maine Red Claws                    |                       |
| 2016–17 | Walter Tavares         | Raptors 905                                | Shawn Long                 | Delaware 87ers                             | Eric Moreland         | Canton Charge                      |                       |
| 2017–18 | Lorenzo Brown          | Raptors 905                                | Antonio Blakeney           | Windy City Bulls                           | Jaron Blossomgame     | Austin Spurs                       |                       |
| 2017–18 | Thomas Bryant          | South Bay Lakers                           | Alex Caruso                | South Bay Lakers                           | Trey Burke            | Westchester Knicks                 |                       |
| 2017–18 | Quinn Cook (3)         | Santa Cruz Warriors                        | Amile Jefferson            | Iowa Wolves                                | Luke Kornet           | Westchester Knicks                 |                       |
| 2017–18 | Georges Niang          | Salt Lake City Stars                       | Johnathan Motley           | Texas Legends                              | Walter Lemon Jr.      | Fort Wayne Mad Ants                |                       |
| 2017–18 | Jameel Warney          | Texas Legends                              | Christian Wood             | Delaware 87ers                             | Landry Nnoko          | Grand Rapids Drive                 |                       |
| 2018–19 | Chris Boucher          | Raptors 905                                | Isaiah Hartenstein         | Rio Grande Valley Vipers                   | PJ Dozier             | Maine Red Claws                    |                       |
| 2018–19 | Angel Delgado          | Agua Caliente Clippers                     | Walter Lemon Jr. (2)       | Windy City Bulls                           | Amile Jefferson (2)   | Lakeland Magic                     |                       |
| 2018–19 | Jordan Loyd            | Raptors 905                                | Yante Maten                | Sioux Falls Skyforce                       | Kalin Lucas           | Grand Rapids Drive                 |                       |
| 2018–19 | Jordan McRae           | Capital City Go-Go                         | Johnathan Motley (2)       | Agua Caliente Clippers                     | Duncan Robinson       | Sioux Falls Skyforce               |                       |
| 2018–19 | Alan Williams          | Long Island Nets                           | Theo Pinson                | Long Island Nets                           | Christian Wood (2)    | Wisconsin Herd                     |                       |
| 2019–20 | Jaylen Adams           | Wisconsin Herd                             | Donta Hall                 | Grand Rapids Drive                         | Justin Anderson       | Long Island Nets                   |                       |
| 2019–20 | Jarrell Brantley       | Salt Lake City Stars                       | B. J. Johnson              | Lakeland Magic                             | Dusty Hannahs         | Memphis Hustle                     |                       |
| 2019–20 | Devontae Cacok         | South Bay Lakers                           | Josh Magette (2)           | Lakeland Magic                             | Jemerrio Jones        | Wisconsin Herd                     |                       |
| 2019–20 | Frank Mason III        | Wisconsin Herd                             | Johnathan Motley (3)       | Agua Caliente Clippers                     | Vic Law               | Lakeland Magic                     |                       |
| 2019–20 | Jarrod Uthoff          | Memphis Hustle                             | Tremont Waters             | Maine Red Claws                            | Marial Shayok         | Delaware Blue Coats                |                       |
| 2020–21 | Moses Brown            | Oklahoma City Blue                         | Oshae Brissett             | Fort Wayne Mad Ants                        | Tyler Cook            | Iowa Wolves                        |                       |
| 2020–21 | Mamadi Diakite         | Lakeland Magic                             | Henry Ellenson             | Raptors 905                                | Tre Jones             | Austin Spurs                       |                       |
| 2020–21 | Jared Harper           | Westchester Knicks                         | Malachi Flynn              | Raptors 905                                | Jordan Poole          | Santa Cruz Warriors                |                       |
| 2020–21 | Kevin Porter Jr.       | Rio Grande Valley Vipers                   | Alize Johnson              | Raptors 905                                | Jarrod Uthoff (2)     | Erie BayHawks                      |                       |
| 2020–21 | Paul Reed              | Delaware Blue Coats                        | Brodric Thomas             | Canton Charge                              | Robert Woodard II     | Austin Spurs                       |                       |
| 2021–22 | Justin Anderson (2)    | Fort Wayne Mad Ants                        | Cat Barber                 | College Park Skyhawks                      | Luka Garza            | Motor City Cruise                  |                       |
| 2021–22 | Mason Jones            | South Bay Lakers                           | Charles Bassey             | Delaware Blue Coats                        | Jared Harper (2)      | Birmingham Squadron                |                       |
| 2021–22 | Justin Tillman         | College Park Skyhawks                      | Braxton Key                | Motor City Cruise                          | Justin Jackson        | Texas Legends                      |                       |
| 2021–22 | Trevelin Queen         | Rio Grande Valley Vipers                   | Saben Lee                  | Motor City Cruise                          | Carlik Jones          | Texas Legends                      |                       |
| 2021–22 | Moses Wright           | Agua Caliente Clippers / Texas Legends     | Reggie Perry               | Raptors 905                                | Anthony Lamb          | Rio Grande Valley Vipers           |                       |
| 2022–23 | David Duke Jr.         | Long Island Nets                           | Jamaree Bouyea             | Sioux Falls Skyforce                       | Justin Anderson (3)   | Fort Wayne Mad Ants                |                       |
| 2022–23 | Jay Huff               | Capital City Go-Go / South Bay Lakers      | Sharife Cooper             | Cleveland Charge                           | Chris Chiozza         | Long Island Nets                   |                       |
| 2022–23 | Carlik Jones (2)       | Windy City Bulls                           | Darius Days                | Rio Grande Valley Vipers                   | Moussa Diabaté        | Ontario Clippers                   |                       |
| 2022–23 | Kenneth Lofton Jr.     | Memphis Hustle                             | Mfiondu Kabengele          | Maine Celtics                              | Isaiah Mobley         | Cleveland Charge                   |                       |
| 2022–23 | Neemias Queta          | Stockton Kings                             | Luka Šamanić               | Maine Celtics                              | Xavier Moon           | Ontario Clippers                   |                       |
| 2023–24 | Kenneth Lofton Jr. (2) | Delaware Blue Coats / Salt Lake City Stars | Darius Bazley              | Delaware Blue Coats / Salt Lake City Stars | JD Davison            | Maine Celtics                      |                       |
| 2023–24 | Mac McClung            | Osceola Magic                              | Justin Champagnie          | Sioux Falls Skyforce / Capital City Go-Go  | Elfrid Payton         | Indiana Mad Ants                   |                       |
| 2023–24 | Jason Preston          | Memphis Hustle / Salt Lake City Stars      | Malcolm Hill               | Birmingham Squadron                        | Jahmi'us Ramsey       | Oklahoma City Blue / Raptors 905   |                       |
| 2023–24 | Oscar Tshiebwe         | Indiana Mad Ants                           | Mason Jones (2)            | Stockton Kings                             | Adama Sanogo          | Windy City Bulls                   |                       |
| 2023–24 | Alondes Williams       | Sioux Falls Skyforce                       | Trevelin Queen (2)         | Osceola Magic                              | Ethan Thompson        | Capitanes de Ciudad de México      |                       |
| 2024–25 | Jaylen Nowell          | Capital City Go-Go                         | Bryce McGowens             | Rip City Remix                             | Chuma Okeke           | Westchester Knicks                 |                       |
| 2024–25 | JD Davison (2)         | Maine Celtics                              | Elijah Harkless            | San Diego Clippers / Salt Lake City Stars  | Isaac Jones           | Stockton Kings                     |                       |
| 2024–25 | Mac McClung (2)        | Osceola Magic                              | Moses Brown (2)            | Stockton Kings                             | Josh Christopher      | Sioux Falls Skyforce               |                       |
| 2024–25 | Malachi Flynn          | Austin Spurs                               | Mason Jones (3)            | Westchester Knicks                         | T.J. Warren           | Westchester Knicks                 |                       |
| 2024–25 | Oscar Tshiebwe (2)     | Salt Lake City Stars                       | Drew Timme                 | Long Island Nets                           | Trey Alexander        | Grand Rapids Gold                  |                       |